# زورخانة

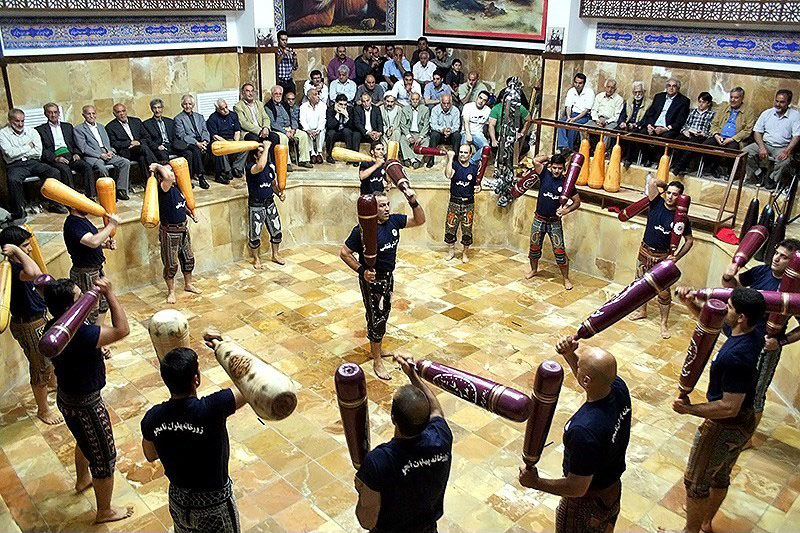
زورخانة في إيران

زورخانة (بالفارسية: ورزش زورخانه ای) كلمة تعني باللغة الفارسية بيت القوة، وهو المكان الذي يتدرب فيه المصارعون على رياضة المصارعة الشعبية، ولقد أشتهرت في العشرينات من القرن الماضي العراق وإيران والكويت، ولها تاريخ قديم جداً يعود إلى أكثر من قرن من الزمان. وهي من الألعاب التي يندر ممارستها الآن.

## النشاط
تأسس الاتحاد الدولي للزورخانه عام 2004، ويضم في عضويته الآن أكثر من 55 بلدًا، وفي إيران يوجد أكثر من 400 زورخانه، وتعد مدينة كاشان أكثر المدن شهرة بالزورخانات. أدرجت هيئة اليونسكو عام 2010 رياضة زورخانة الإيرانية إلى قائمة تراثها المعنوي.

### أعلام رياضة روزخانة
- شعبان جعفري في إيران
- المصارع مجيد لولو البغدادي في العراق
- المصارع عوسي الأعظمي
- المصارع عباس الديك في العراق
- المصارع الحاج حسن نصيف الجميلي في العراق
- المصارع محمد بن أوسطة بريسم الذي نازل العديد من المصارعين الإيرانيين والإنجليز والهنود ومنهم المصارع الهندي (أشرف) وتغلب عليه.

## خطة اللعب
الفريق يتكون من 12 إلى 14 شخصًا، وفي بعض الأحيان يصل إلى ثلاثين شخصًا. ويتخلل هذه الرياضة التقليدية طقوس ومراسم خاصة. يُمنع دهن الجسم ولا يجوز النطح بالرأس وعدم رفع الخصم ورمية بالأرض وعدم السماح بالمسكات المؤدية للخلع والكسر.
أول ما يكون أن الفريق له زي موحد، قميص عادي، سروال قصير، السروال عليه بعض النقوش، النقوش رمز ودليل على الحضارة، على الاعتزاز بها، فالنقوش تلك هي ذاتها المتواجدة على أقدم السجاجيد الإيرانية. لابد أن يبدأ اللعب شخص ينتمي لسلالة النبي محمد بقرار من أمير حسيني رئيس اتحاد رياضة الزورخانه في إيران.
وتقوم رياضة الزورخانه على تمجيد قيم الفتوة وأخلاق الفروسية والرياضيون يتخذون من بطل الإسلام علي بن أبي طالب نموذجًا أعلى للفتوة والبطولة لهذا فهم يقدمون من ينتسب إلى الإمام علي تأكيدا لهذا الاقتداء.

### الأدوات المستخدمة في التدريب
- السنك بمعنى (الحجر). وهو على شكل قطعتين من الخشب ثقيل الوزن وتصنع على هيئة الدرع (الترس)، ويتوسطها مقبض ووزنها (60-80) كغم.
- الكبادة بمعنى (القوس).
- الميل بمعنى (الهراوة).
- خشبة الضغط.